# Justinas Sartauskas
Justinas Sartauskas (* 14. April 1955 in Kuršiai, Rajongemeinde Kelmė) ist ein litauischer Politiker, seit 2011 Bürgermeister der Stadtgemeinde Šiauliai.

## Leben
Nach dem Abitur 1973 an der 2. Mittelschule Šiauliai absolvierte Sartauskas 1978 das Studium der Mathematik an der Universität Vilnius in der litauischen Hauptstadt Vilnius. Von 1978 bis 1981 lehrte er am Šiaulių pedagoginis institutas in Šiauliai. Von 1981 bis 1983 studierte er in der Aspirantur an der Staatlichen Universität Vilnius. Von 1981 bis 1991 arbeitete Sartauskas als Programmierer am Rechenzentrums des Baukombinats Šiauliai. Von 2000 bis 2003 war er Verwaltungsdirektor der Stadtgemeinde Šiauliai und von 2007 bis 2011 Direktor der UAB „Šiaulių apskrities televizija“ (Fernsehen). Seit 2011 ist Sartauskas Bürgermeister der Stadtgemeinde Šiauliai.